# Exotische Option
Exotische Optionen  sind Finanzderivate, die von Standard-Optionen abgeleitet sind. Diese Optionsarten besitzen im Allgemeinen kompliziertere Auszahlungsstrukturen als vergleichbare Standard-Optionen. Besonders häufig sind pfadabhängige Optionen, bei denen die Auszahlung nicht nur vom Wert des Basiswertes zum Endpunkt (der Maturität), sondern vom gesamten Kursverlauf abhängt.
Zu den Formen exotischer Optionen gehören:
- Asiatische Option
- Barriere-Option
- Bermuda-Option
- Binäre Option
- Chooser-Option
- Cliquet-Option
- Lookback-Option
- Bandbreitenoption
- Russische Option